# Lepidodactylus oligoporus
Lepidodactylus oligoporus este o specie de șopârle din genul Lepidodactylus, familia Gekkonidae, descrisă de Buden în anul 2007. Conform Catalogue of Life specia Lepidodactylus oligoporus nu are subspecii cunoscute.